# Comendador Levy Gasparian
Comendador Levy Gasparian est une ville de l'État de Rio de Janeiro au Brésil. La ville comptait 8 183 habitants en 2010 et sa superficie est de 107,26 km2.

## Maires
| Période | Période | Identité          | Étiquette | Qualité |
| ------- | ------- | ----------------- | --------- | ------- |
| 2009    | 2012    | Cláudio Mannarino | PMDB      |         |